# Chaetodon andamanensis

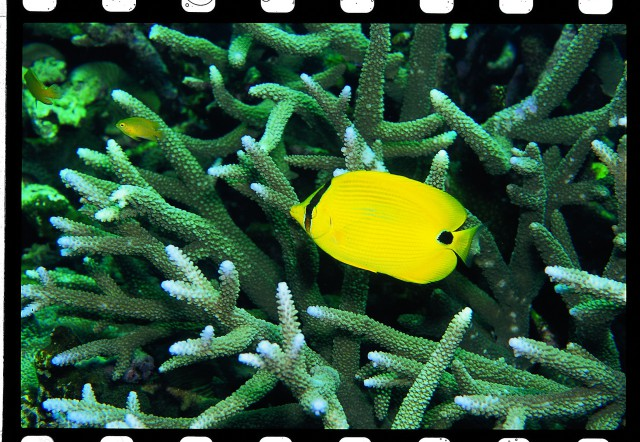
Chaetodon andamanensis entre Acropora en Tailandia

Chaetodon andamanensis es una especie de pez marino perteneciente a la familia Chaetodontidae, en el orden Perciformes. 
Su nombre común es pez mariposa de Andaman. Es nativo de los arrecifes coralinos de aguas cálidas del Océano Índico. 

## Morfología
Posee la morfología típica de su familia, cuerpo ovalado y comprimido lateralmente. 
La coloración base de la cabeza, cuerpo, y todas las aletas es amarilla. La cabeza tiene una línea negra atravesándola verticalmente, cubriendo el ojo. Tiene un ocelo negro, situado en el pedúnculo caudal.
Posee 14 espinas y 18 radios blandos dorsales, 4 espinas anales y de 16 a 18 radios blandos anales.
Alcanza los 15 cm de largo.

## Hábitat y distribución
Especie asociada a arrecifes de coral, cercanos a las costas, y en arrecifes exteriores. Normalmente, a los adultos se les ve en parejas o en pequeños grupos. Con frecuencia entre las ramas de corales.
Su rango de profundidad es entre 10 y 40  metros.
Se distribuye en aguas tropicales del océano Índico. Es especie nativa de la isla Andaman (India); Bangladés; Birmania; India; Indonesia; Maldivas; Sri Lanka y Tailandia.

## Alimentación
Es especie coralívora y se alimenta principalmente de pólipos de corales.
Los ejemplares juveniles suelen ejercer de limpiadores y eliminan ectoparásitos de otros peces.

## Reproducción
Son dioicos, o de sexos separados, ovíparos, y de fertilización externa. Forman parejas durante la maduración, y durante el ciclo reproductivo, pero no protegen sus huevos y crías después del desove.